# Майкл Берріман
Майкл Берріман (англ. Michael Berryman; 4 вересня 1948) — американський актор.

## Біографія
Майкл Берріман народився 4 вересня 1948 року в Лос-Анджелесі, штат Каліфорнія. Народився з рідкісним спадковим захворюванням — гіпогідротичною ектодермальною дисплазією, при якому у людини відсутні волосся, нігті і зуби. Однією з перших ролей став пацієнт психіатричної лікарні Елліс у фільмі «Пролітаючи над гніздом зозулі» (1975). Прославився завдяки ролі Плуто у фільмі жахів Веса Крейвена «Пагорби мають очі» (1977). Більшу частину робіт актора складають фантастичні картини, фільми жахів і трилери, в яких Берріман, як правило, грає монстрів, інопланетян, маніяків і інших непривабливих персонажів.

## Фільмографія
| Рік       |    | Українська назва                       | Оригінальна назва                         | Роль               |
| --------- | -- | -------------------------------------- | ----------------------------------------- | ------------------ |
| 1975      | ф  | Пролітаючи над гніздом зозулі          | One Flew Over the Cuckoo's Nest           | Елліс              |
| 1977      | ф  | Пагорби мають очі                      | The Hills Have Eyes                       | Плуто              |
| 1983      | с  | Правдоподібні історії, частина 3       | Likely Stories, Vol. 3                    | людина у рекламі   |
| 1984      | тф | Запрошення до пекла                    | Invitation to Hell                        | камердинер         |
| 1984      | ф  | Пагорби мають очі 2                    | The Hills Have Eyes Part II               | Плуто              |
| 1985      | с  | Дев'ятиметровий                        | 1st & Ten                                 | арбітр             |
| 1985—1987 | с  | Шлях на небеса                         | Highway to Heaven                         | Диявол             |
| 1985      | ф  | Чудернацька наука                      | Weird Science                             | мутант байкер      |
| 1985      | ф  | Ріж і біжи                             | Inferno in diretta                        | Квечо              |
| 1985      | ф  | Мій науковий проект                    | My Science Project                        | мутант 1           |
| 1986      | с  | Каскадери                              | The Fall Guy                              |                    |
| 1986      | ф  | Збройна відсіч                         | Armed Response                            | F.C.               |
| 1986      | ф  | Зоряний шлях 4: Подорож додому         | Star Trek IV: The Voyage Home             | співробітник       |
| 1987      | ф  | Варвари                                | The Barbarians                            | Dirtmaster         |
| 1988      | с  | Зоряний шлях: Наступне покоління       | Star Trek: The Next Generation            | капітан Рікс       |
| 1988      | с  | Альф                                   | ALF                                       | Рік                |
| 1990      | ф  | Наслідки                               | Aftershock                                | Квін               |
| 1990      | ф  | Сонячна криза                          | Solar Crisis                              | Метью              |
| 1991      | ф  | Гайвер                                 | Guyver                                    | Ліскер             |
| 1991      | ф  | Повелитель звірів 2: Крізь портал часу | Beastmaster 2: Through the Portal of Time | пілігрим 1         |
| 1991      | с  | Байки зі склепу                        | Tales from the Crypt                      | Руперт Ван Гельсіг |
| 1994      | ф  | Подвійний дракон                       | Double Dragon                             | маніяк лідер       |
| 1995      | с  | Цілком таємно                          | The X Files                               | Оуен Лі Джарвіс    |
| 1996      | ф  | Невинищений шпигун                     | Spy Hard                                  | людина у автобусі  |
| 1997      | с  | Ми ангели                              | Noi siamo angeli                          | Квесада            |
| 1998      | с  | Конан                                  | Conan                                     | Король Пенон II    |
| 1998      | с  | Люба, я зменшив дітей                  | Honey, I Shrunk the Kids: The TV Show     | рука-гак           |
| 2005      | ф  | Вигнані дияволом                       | The Devil's Rejects                       | Клівон             |
| 2006      | ф  | Занепалі ангели                        | Fallen Angels                             | Морт               |
| 2006      | ф  | Кошмарний попутник                     | Penny Dreadful                            | празівник заправки |
| 2007      | в  | Жорстокий                              | Brutal                                    | Лерой              |
| 2010      | тф | Скубі-Ду 4: Прокляття озерного монстра | Scooby-Doo! Curse of the Lake Monster     | зомбі              |
| 2010      | ф  | Сатана тебе ненавидить                 | Satan Hates You                           | містер Гаркер      |
| 2012      | ф  | Повелителі Салема                      | The Lords of Salem                        | Вірджил Мангус     |